# Квіткоїд темноголовий
Квіткоїд темноголовий (Dicaeum erythrothorax) — вид горобцеподібних птахів родини квіткоїдових (Dicaeidae).

## Поширення
Ендемік Індонезії. Поширений лише на острові Буру. Його природні місця проживання — субтропічні або тропічні вологі низовинні ліси та субтропічні або тропічні вологі гірські ліси.